# Tripogon longiaristatus
Tripogon longiaristatus är en gräsart som beskrevs av Eduard Hackel och Masaji Masazi Honda. Tripogon longiaristatus ingår i släktet Tripogon och familjen gräs. Inga underarter finns listade i Catalogue of Life.